# Plavi orkestar
Plavi orkestar (svenska: Blå orkestern) är ett av de mest populära banden från forna Jugoslavien, bildat 1983 i Sarajevo, Bosnien och Hercegovina av sångaren Saša Lošić.
Bandet har fram till 2012 släppt åtta album och uppträtt på fler än 3 500 konserter världen över. Övriga medlemmar är Mladen Pavičić, Saša Zalepugin, Admir Ćeremida och Samir Ćeremida.

## Diskografi
1. Soldatski bal (The Soldier's Ball) 1985
2. Smrt fašizmu (Death to Fascism) 1986
3. Sunce na prozoru (Sunlight in the Window) 1989
4. Simpatija (Sympathy) 1991
5. Longplay 1998
6. Everblue 1 and 2 Greatest Hits* 1996
7. Infinity 1999